# 呂祉
呂祉（1092年—1137年），字安老，建陽人。
元祐七年（1092年）出生。建炎二年，為右正言。宋高宗紹興元年，為荊湖提刑。紹興五年（1135年），官兵部尚書，聘陳克為參謀。刘光世被罢去兵权，王德與酈瓊等淮西軍互不相服。紹興七年（1137年），下詔王德還建康（今南京），派遣呂祉前往廬州（今属安徽）收編王德、酈瓊的部隊。中书舍人張燾、资政殿学士叶梦得一再提醒張浚，呂祉只是一介文士，“不更軍旅，何得輕付”。張浚不聽。呂祉在廬州表面上安撫酈瓊，密奏朝廷求罷酈瓊。八月八日酈瓊殺呂祉，率四萬兵投降刘豫，史稱淮西兵變。呂祉妻吳氏自縊以殉。张浚以处置不当贬居永州（今属湖南）。有子呂勝己。

## 延伸阅读
[在维基数据编辑]
 《宋史·卷370》，出自脱脱《宋史》